# Anfissa
Anfissa (in greco antico: Ἡνιόχη?, Ἄμφισσα) o Isse è un personaggio della mitologia greca, eponimo della città di Amfissa.

## Genealogia
Figlia di Macareo e di Canace avuta (secondo Ovidio) da un rapporto incestuoso tra i due fratelli.

## Mitologia
Il mito dei genitori di Anfissa e del loro rapporto incestuoso è contraddittorio in quanto parla dell'uccisione di un loro figlio ma non ne specifica ne il nome ne il sesso, così da una parte il greco Pausania scrisse di Anfissa divenuta adulta 
ed amata da Apollo (e di lei esiste una tomba nella città di cui è l'eponima) e dall'altra il latino Ovidio scrive di un bambino maschio che fu fatto a pezzi da bestie feroci dopo essere stato esposto dal padre dei due amanti (Eolo).